# Volkswagen Eos

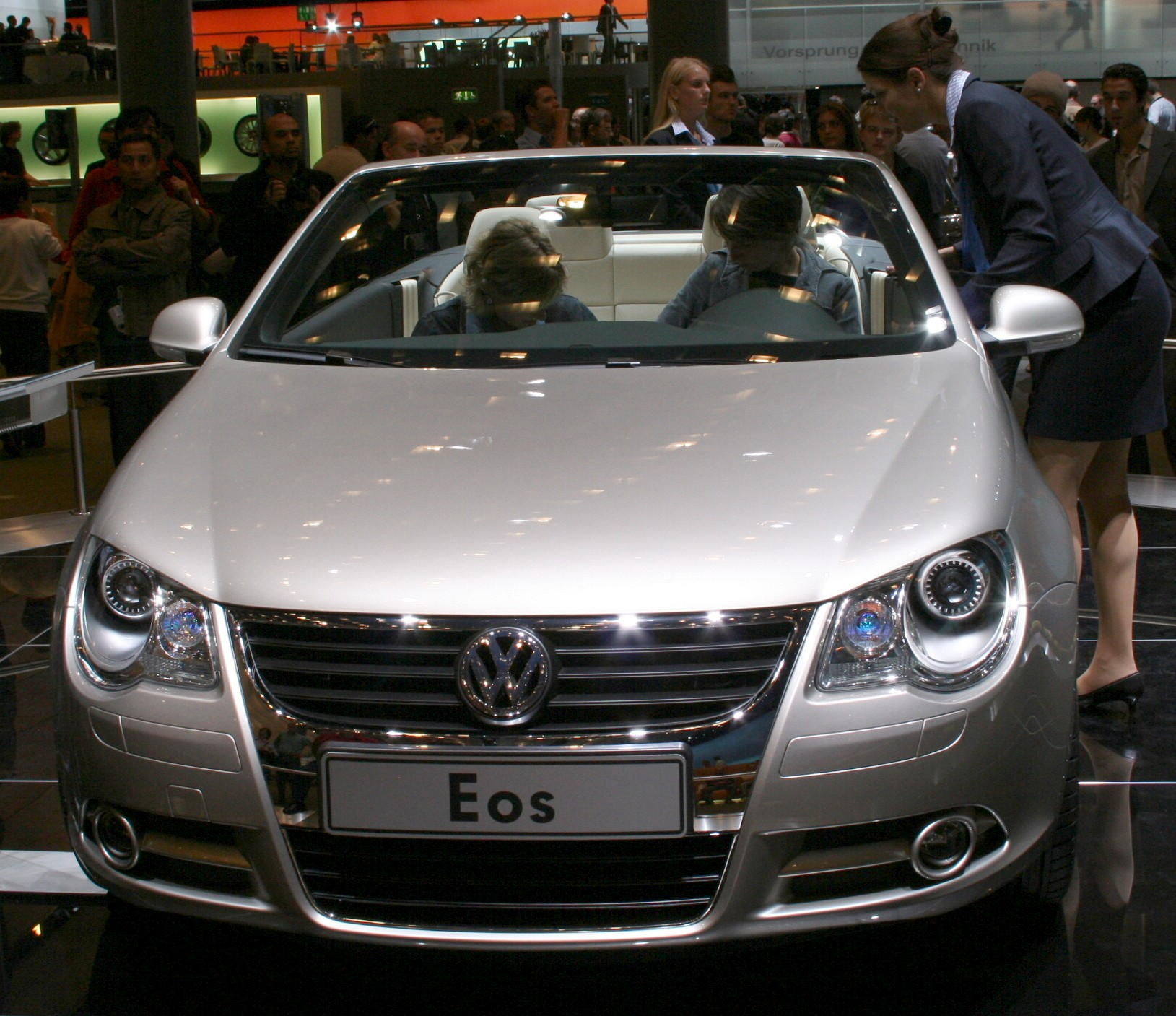
Volkswagen Eos front.

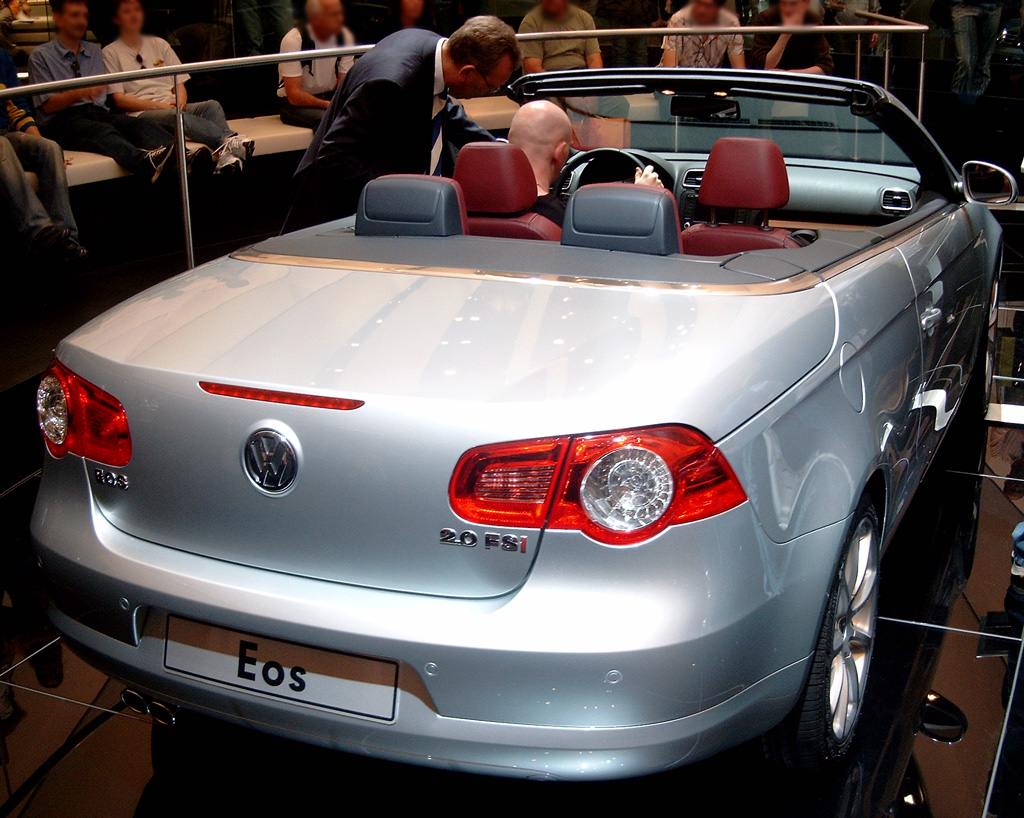
Volkswagen Eos bak.

Volkswagen Eos är en efterföljare till VW Golf cabriolet som lanserades 2005. Innan den kom i produktion så visades den som konceptbil på bilsalongen i Genève mars 2004 med namnet Concept C. Plåtcaben får nu en facelift som kommer ut 2012. 
Bilmodellen har det som kallas "plåtcab", vilket innebär att taket fälles ned i bagageutrymmet, och så är bilen en cabriolet.
Grundmodellens motor är en 1,6 liter, 4-cylindrig, 1,6 FSI, med en effekt av 115 hk.
Bilens bredd 179 cm. Längd 441 cm. Bilen har 6 växlar och framhjulsdrift. 
Tillverkningen sker i "Volkswagen Autoeuropa-Automóveis Lda" i Portugal. Fabriken i Palmela är en av Europas modernaste bilfabriker[källa behövs], med cirka 3 100 anställda.